# Chess
Chess — програма для гри в шахи від компанії Apple Inc.. Насправді, це шахова програма GNU Chess, що була написана для Unix 20 років тому, але Apple створила для неї нову оболонку.

## Про програму
Входить до комплекту поставки Mac OS X.

## Налаштування програми
- Style
- Computer Plays
- Speech

## Можливості програми
- Шахову дошку можна повертати в просторі на екрані комп'ютера.
- З програмою можна спілкуватися голосом, що дозволяє деяким шахистам робити ходи не дивлячись на дошку. Називаючи свої ходи комп'ютеру можна слухати як комп'ютер зачитує та робить свої ходи, ці люди можуть грати з комп'ютером «наосліп».